# 斯皮什斯凱波德赫拉傑
斯皮什斯凱波德赫拉傑是斯洛伐克普雷绍夫州的城鎮，位於該國東部，面積24.94平方公里，海拔高度430米，是熱門的旅遊地點，2006年人口3,826。

## 姊妹城市
- 波蘭格沃古夫
- 美國派恩托普-莱克赛德
- 美國肖洛
- 斯洛伐克弗爾博韋

## 外部連結
- 官方网站  （斯洛伐克語）